# Berislav Pušić
Berislav Pušić (ur. 8 czerwca 1952 w Krivodolu) – chorwacki polityk. Był jednym z sześciu Chorwatów oskarżonych przez Międzynarodowy Trybunał Karny dla byłej Jugosławii za swoją działalność. Oskarżony za maltretowanie muzułmańskich więźniów.